# Myopites hemixanthus
Myopites hemixanthus es una especie de insecto del género Myopites de la familia Tephritidae del orden Diptera.

## Historia
Munro la describió científicamente por primera vez en el año 1931.